# 木村弥生
木村 弥生（きむら やよい、1965年〈昭和40年〉8月11日 - ）は、日本の政治家、看護師。東京都江東区長（1期）、衆議院議員（2期）を歴任した。父は元衆議院議員の木村勉。妹は元江東区議会議員の高橋恵海。甥は東京都議会議員の高橋巧。

## 来歴
東京都江東区出身。第一亀戸幼稚園、江東区立第一亀戸小学校、東邦大学付属東邦中学校・高等学校を経て、1988年にフェリス女学院大学文学部国文学科を卒業後、学生時代の交際相手と結婚し、専業主婦になる。25歳の時に出産し、長男が高校入学後に離婚した。
1999年3月、東京15区の衆議院議員の柿澤弘治が都知事選に出馬するため辞職。同年4月11日に行われた同選挙区の補欠選挙に父親の木村勉が自民党公認で立候補し初当選した。同月、父親の公設秘書となる。やがて、これから看護の時代が来ると考えて看護師を志すようになり、派遣社員として働きながら学費を貯めた。
2004年、慶應義塾大学看護医療学部2年次に編入。2007年、同卒業。看護師免許を取得し、慶應義塾大学病院婦人科に入職。その後、2008年に、大学時代の恩師が会長を務めていた日本看護協会に入り広報部で取材活動に従事。同年から会長付政策秘書、2013年から広報部課長、2014年から政策秘書室長を務めた。

### 衆議院議員
2014年12月1日、自民党は第47回衆議院議員総選挙の比例北関東ブロックに木村を追加公認した。木村の名簿登載順位は単独34位だった。12月2日、公示。12月14日、投開票。自民党は同ブロックで8議席を獲得。重複立候補者のうち選挙区で落選した6人はすべて比例復活で当選。残り2議席は単独33位の尾身朝子と34位の木村に充てられ、ともに初当選を果たした。
2016年2月16日、週刊文春による不倫報道を受けて京都3区の宮崎謙介が議員辞職し、自民党を離党した。自民党はこの辞職に伴う4月24日の補欠選挙には候補者を擁立しないことを決めた。自民党京都府連は4月10日から16日にかけて、この次の衆院選京都3区の候補者を選ぶ公募を実施した。4月20日、党府連は候補者に木村を内定した。
このあいだ自民党は3月18日に「待機児童問題等緊急対策特命チーム」の初会合を実施。木村が座長を務めた。
2017年10月22日、第48回衆議院議員総選挙において、京都3区及び比例近畿ブロックに重複立候補。希望の党の泉健太に敗れるも比例復活で再選（惜敗率89.717%）。
2019年9月13日、第4次安倍第2次改造内閣で総務大臣政務官（情報通信、放送行政、郵政行政、郵政民営化などの担当）に就任。
2021年10月31日の第49回衆議院議員総選挙・京都3区は木村、立憲民主党公認の泉、日本維新の会新人の井上博明の3人が立候補し、泉が小選挙区で当選した。自民党は比例近畿ブロックで8議席を獲得。登載順位単独1位の奥野信亮と同2位の柳本顕が比例で当選し、重複立候補した順位3位の6人の候補者が復活当選した。木村は8番目の惜敗率（69.095％）により落選した。

### 2023年江東区長選挙
2022年9月10日、母親の介護を理由に国政を引退すると自民党京都府連大会で表明。同年秋、京都市伏見区観音寺町から出身地の江東区に戻った。
同年11月24日、江東区長の山﨑孝明が翌年の区長選挙に向けて5選出馬を表明。翌25日、自由民主党の推薦を受けて出馬することが報じられた。東京15区選出の柿沢未途は山﨑の対抗馬として木村を擁立した。のちの区長選挙の選挙公報に、木村は「昨年秋（注・2022年秋）、『江東区の新時代のために』との区民有志の声に推され、区長選への出馬を決意」と書き記している。
2023年1月12日、木村は都庁で記者会見し、区長選挙に無所属で立候補する意向を表明した。出馬会見には板津道也、福馬恵美子、鬼頭達也、吉田要の4人の江東区議会議員が同席し、柿澤弘治の元秘書で、柿沢未途の後援会事務総長を務める板津が代表してスピーチした。これに伴い、政治団体「木村弥生後援会」の主たる事務所を江東区亀戸の木村勉の自宅に変更した。
同年2月、柿沢の秘書は区議の一人に「本人がごあいさつに行きたいのですが」と電話した。「金の話なんだろ」とかまをかけると秘書は敢えて否定しなかった。区議選も区長選と同日に行われる予定だったことから、区議が「お金だったら要らない。票をくれるという話なら会ってもいい」と返答すると、それぎり柿沢側から連絡はなかった。3月中旬、柿沢は、別の保守系区議と面会し「区長選では木村さんをよろしくお願いします」と持ちかけた。板津道也は、区長選に向けた木村の遊説に参加し、マイクを持てば山﨑の多選を批判した。
同年3月27日、山﨑孝明は病院に救急搬送され入院。入院先から電話で、長男で都議の山﨑一輝に「区長選には出られない」と伝えた。同日に開かれた孝明の支援者向けの決起集会で、一輝は、孝明が健康上の理由で区長選への立候補を取りやめることを明かした。翌28日、自民党の区議は全員一致で、一輝に区長選へ立候補を要請すると決めた。
同年4月上旬、木村の支援を頼まれた前述の保守系区議は事務所を開所。このとき柿沢側から「陣中見舞い」として現金の提供を受けた。
同年4月7日、自民党は衆議院小選挙区で「10増10減」の対象となる1都14県のうち、新たに東京の3つの選挙区で公認候補となる支部長を決めたが、新東京15区（江東区）については依然として柿沢未途を選ばず、空白区とした。
同年4月8日、木村は選挙事務所を開設。事務所開きには、前年の参院選に東京都選挙区から無所属で立候補した乙武洋匡が出席した。乙武は街頭演説に参加するほか、木村のYouTubeチャンネルに応援メッセージを送るなど、木村を積極的に支援した。
同年4月12日、山﨑孝明が膀胱がんによる急性腎不全のため死去。同日、山﨑一輝は正式に出馬表明をした。孝明と仲が良かった党都連会長の萩生田光一は、柿沢に一輝を支援するよう協力を要請するが、柿沢はこれを拒んだ。萩生田は大声で「できないのなら、15区に参議院議員を鞍替えさせてもいいんだぞ」と、丸川珠代を示唆して恫喝した。続いて怒鳴り声で15区の支部長ポストを公募で決める可能性を伝えた。
同年4月16日、江東区長選挙が告示。木村、自民党の推薦を受けた山﨑一輝、元国税庁職員の猪野隆、日本共産党・社民党の支持を受けた政治団体「区民によりそう江東区長を誕生させる会」副代表の芦沢礼子の4人が立候補した。前回選まで山崎孝明の推薦を決めていた公明党は当該選挙では自主投票を選んだ。山﨑の出陣式では、党都連会長代行の丸川珠代が「自民の推薦で区長選を戦うのは山崎候補ひとり」と木村をけん制した。その後も山﨑陣営には、茂木敏充党幹事長、菅義偉元首相らが続々と応援演説に駆け付け、萩生田は木村を「知らない間に京都を投げ出し区へ戻った。立候補の大義はない」と批判した。一方、木村には野田聖子、稲田朋美らがかけつけ支援した。都民ファーストの会の都議の白戸太朗も木村の支援に回った。柿沢は表立った支援を避けたが、関係者は「（木村陣営の）選挙戦の全てを柿沢氏が指示していた」と証言している。
同年4月23日、投票。4月24日、開票。木村が他の3候補を破り、江東区では初の女性として公選第4代区長に初当選した。山﨑の陣営関係者は取材に応じ、「終盤に流れが変わった。柿沢氏の支持者の動きが影響した」と答えた。5月1日、木村は初登庁した。区長選と同日に行われた区議選で次点で落選した板津は柿沢の後援会事務総長を続け、木村の後援会事務総長も兼任した。
同年7月11日、区長選に際してYouTubeに掲載した有料広告をめぐり公職選挙法違反の疑いがあることが発覚し、10月24日に東京地検特捜部による強制捜査を受けた。同月26日、会見を開き区長辞職を表明。会見後、山本香代子区議会議長に辞職願を提出し受理され、同年11月15日をもって辞職した。なお、辞職に先んじて同年10月31日から大塚善彦副区長が職務代理者を務めている。柿沢も同年9月15日に就任したばかりの法務副大臣を10月31日付で辞任した。

## 政策・主張

### 憲法
- 憲法改正について、2017年、2021年のアンケートで「賛成」と回答[60][61]。
- 9条改憲について、2014年の毎日新聞社のアンケートで「反対」と回答[62]。憲法9条への自衛隊の明記について、2021年のアンケートで「賛成」と回答[63]。
- 改正すべき項目として、2021年の朝日新聞社のアンケートで「自衛隊の保持を明記する」「緊急事態に関する条項を新設する」と主張[64]。
- 憲法を改正し緊急事態条項を設けることについて、2021年の毎日新聞社のアンケートで「賛成」と回答[65]。

### 外交・安全保障
- 「他国からの攻撃が予想される場合には敵基地攻撃もためらうべきではない」との問題提起に対し、2021年のアンケートで「賛成」と回答[61]。
- 「北朝鮮に対しては対話よりも圧力を優先すべきだ」との問題提起に対し、2021年のアンケートで「どちらかと言えば賛成」と回答[61]。
- 普天間基地の辺野古移設について、2021年のアンケートで「どちらかといえば賛成」と回答[61]。
- 日本による過去の植民地支配と侵略を認めて謝罪した「村山談話」の見直し論議について、2014年の毎日新聞社のアンケートで回答しなかった[62]。
- 従軍慰安婦に対する旧日本軍の関与を認めた「河野談話」の見直し論議について、2014年の毎日新聞社のアンケートで回答しなかった[62]。
- 第2次安倍内閣が2013年に提出した特定秘密保護法案は同年12月6日に可決成立した[66]。「こうした法律が日本に必要と思うか」との2014年の毎日新聞社のアンケートに対し回答しなかった[62]。
- 徴用工訴訟などの歴史問題をめぐる日韓の関係悪化についてどう考えるかとの問いに対し、2021年の毎日新聞社のアンケートで「より強い態度で臨む」と回答[65]。
- 安全保障関連法の成立について、2017年のアンケートで「評価する」と回答[60]。
- 安倍内閣による北朝鮮問題への取り組みについて、2017年のアンケートで「評価する」と回答[60]。

### ジェンダー
- 選択的夫婦別姓制度の導入について、2017年のアンケートでは「賛成」と回答[60]。2021年のアンケートでは「どちらかといえば賛成」と回答[61]。
- 同性婚を可能とする法改正について、2021年の朝日新聞社のアンケートでは「どちらともいえない」と回答[61]。2021年のNHKのアンケートでは回答しなかった[63]。「同性婚を制度として認めるべきだと考るか」との2021年の毎日新聞社のアンケートに対し、選択肢以外の回答をした[65]。
- 「LGBTなど性的少数者をめぐる理解増進法案を早期に成立させるべきか」との問題提起に対し、「どちらかといえば賛成」と回答[61]。
- クオータ制の導入について、2021年のアンケートで「どちらかといえば賛成」と回答[63]。

### その他
- 「原子力発電への依存度について今後どうするべきか」との問題提起に対し、2021年のアンケートで「下げるべき」と回答[63]。
- アベノミクスについて、2017年のアンケートで「評価する」と回答[60]。
- 安倍内閣による森友学園問題・加計学園問題への対応について、2017年のアンケートで「どちらかと言えば評価する」と回答[60]。
- 森友学園への国有地売却をめぐる公文書改竄問題で、2021年5月6日、国は「赤木ファイル」の存在を初めて認めた[67]。しかし5月13日、菅義偉首相はファイルの存在を踏まえた再調査を行わない考えを報道各社に書面で示した[68]。9月の自民党総裁選挙で総裁に選出された岸田文雄も10月11日、衆議院本会議の代表質問で再調査の実施を否定した[69]。国の対応をどう考えるかとの同年の毎日新聞社のアンケートに対し「これ以上、調査や説明は必要ない」と回答[65]。
- 「『道徳』を小中学校の授業で教え、子供を評価することに賛成か、反対か」との問いに対し、2014年の毎日新聞社のアンケートで「反対」と回答[62]。
- 消費増税の先送りを評価する[60]。
- 「消費税の軽減税率を0%として全品目に適用すること」を掲げた『「令和の恐慌」回避のための50兆円規模の補正予算編成に関する提言』に賛同している[70]。
- ヘイトスピーチを法律で規制することについて、2014年の毎日新聞社のアンケートで「反対」と回答[62]。
- カジノの解禁について、2014年の毎日新聞社のアンケートで「賛成」と回答[62]。
- 受動喫煙防止を目的に飲食店等の建物内を原則禁煙とする健康増進法改正に賛成[71]。

## 人物

### 統一教会との関係
- 2017年7月15日、世界平和統一家庭連合（旧統一教会）の関連団体「世界平和女性連合」は「女子留学生 日本語弁論大会」を京都市国際交流会館で開催。同大会に来賓として招かれ、挨拶した[72]。

- 2021年4月、国立京都国際会館で『新型コロナ終息を願う京都1万人祈りの集い』というイベントが開催される予定であった。実行委員長は統一教会の京都教区長で、『天の父母様聖会・世界平和統一家庭連合』や教団系列組織『京都府平和大使協議会』などが共催している。その『呼びかけ人』に国家公安委員長である二之湯智や田中英之、繁本護とともに木村が名を連ねた[73]。

## 不祥事

### 公職選挙法違反
2023年4月16日、江東区長選挙が告示されると、木村の陣営は有料広告動画4本をYouTubeに掲載した。動画はいずれも6秒ほどで、木村自らが登場し「木村やよいに投票してください」「江東区長選は木村やよい」などと投票を呼び掛けた。陣営は4本の動画の再生回数を考慮し、数日後に2本に絞った。掲載期間は5日間だった。公職選挙法では選挙運動のために候補者が有料のネット広告を出すことを禁じている。木村は自身のクレジットカードで費用を支払った。
同年6月、木村は江東区選挙管理委員会の事務局長ら職員2人を区長室に呼び出し、有料広告を掲載した旨を相談した。事務局長らは、公選法に抵触する可能性を指摘した。広告掲載が選挙運動だった場合、選挙運動費用収支報告書に記載する義務も木村に伝えたとされる。
同年7月7日、東京新聞は有料広告掲載の有無や違法性の認識について、木村に質問状を送った。7月11日、同紙は当該事案を記事にした。
同年7月13日、木村は顧問弁護士を通じて東京新聞に対し、「質問状を受けたあと弁護士に調査を依頼し、弁護士から指摘されて違法性の有無を初めて認識した」との趣旨の回答と説明をした。さらに同日夜、木村は弁護士を通じて、掲載料金として27万円を支出したと公表した。再生回数は「不明」と述べた。
同年8月4日、木村は有料広告問題について説明するため記者会見を江東区文化センターで開き、「支援者が単独で有料広告を掲載した」と説明した。動画の再生回数は、約37万回だったと明らかにした。東京新聞に回答していた掲載料金27万円は誤りで、約14万円と訂正した。
この日の会見は木村の後援会幹部が司会・進行を務め、会場使用料は後援会が支払った。また、広報広聴課長の判断で係長を含む職員4、5人が、勤務時間中に会場の設営・撤去作業を行った。三戸安弥区議は当該職員の作業は地方自治法に抵触すると主張した。8月29日付で、木村に対し、1時間分の給与計約1万円相当を区に返還するよう求める住民監査請求を申し立てた。 
同年9月21日、江東区議会定例会で星野博区議は公選法抵触問題について質問。木村は「有料広告の掲載期間は5日間と認識している」「再生回数は37万9473回」「自分のキャッシュカードで費用14万3742円を支払った」「選挙運動費用収支報告書に当該費用は記載しなかった。不記載は出納責任者の判断によるもの」と答弁した。
同年9月26日、江東区の男性2人が容疑者不詳のまま公選法違反の疑いで警視庁深川署に告発状を提出し、受理された。告発した60代の男性は取材に応じ、「立件されなければ、次の選挙で有料広告を打つ陣営が続出する。あってはならないこと」と話した。 
同年10月24日、東京地検特捜部は江東区役所内の区長室や木村の自宅、木村の父親の木村勉の自宅などに公職選挙法違反の疑いで家宅捜索に入った。
同年10月25日、区議会は定例会最終日程を迎えるが、木村は「捜査協力のため」との理由により本会議を欠席した。また、18時半から予定されていた区民と区長が直接意見を交わすタウンミーティングも中止した。
同年10月26日、木村は会見で「このあとも事情聴取など捜査が進む中で、新年度予算の編成など重要な区政を、これ以上、混乱・停滞させてはならないと考えた」として区長辞職を表明した。会見後、辞職願を区議会議長に提出・受理された（同年11月15日付で辞職）。
同年10月30日、テレビ朝日が「これまでに公表していた動画広告以外に、複数の有料広告を掲載していたことが分かった」と報じた。
同年10月31日、朝日新聞が柿沢未途法務副大臣への取材内容を報道。柿沢は同紙の取材に対し、「自分が木村の陣営関係者に『YouTube広告は効果があるからやった方がいい』と勧めた」と答えた。有料広告を勧めた理由について、別の選挙で利用した人から「すごい効果がある」と聞き、木村陣営に「取り次いだ」と表現した。柿沢は刑事告発があった後、自らの関与を隠すため、木村の陣営スタッフに対して捜査機関に嘘の説明をするよう要求していたとされる。
同日、松野博一官房長官は報道を受け、小泉龍司法務大臣に対応を指示。柿沢は副大臣を辞任した。この日、木村が東京地検特捜部の任意の事情聴取に対し、柿沢の指示があったという趣旨の供述をしていると毎日新聞が報道。8月4日の「支援者が単独で有料広告を掲載した」との説明と食い違いが生じた。
同年11月1日、有料広告の動画の撮影は柿沢の事務所が予約した議員会館の地下会議室で行われたことが報道により明らかとなった。11月14日、木村の陣営が、広告として掲載される前に動画を柿沢らに確認できるように電子メールで共有していた疑いがあることが報道により明らかとなった。
同年11月24日、柿沢が木村のスタッフ13人に対し、1月から4月にかけて総額91万500円の報酬を支払っていたことが報道により明らかとなった。東京地検特捜部は、柿沢が運動員も買収した疑いがあるとして捜査を進めている。
同年12月6日、江東区は、木村の退職手当462万8千円について、区条例に基づき支給を一時差し止めると発表した。9月21日の議会答弁に「虚偽の内容が含まれている疑いがあるため」としている。木村氏は受け取りを辞退する意向を示しているが、選挙区内での寄付行為を禁じる公選法に抵触するおそれがあり、江東区は「受け取り辞退は難しい」と述べている。
同年12月9日、朝日新聞は関係者の証言をもとに、有料広告動画4本の再生回数は計約89万回、広告費は計約35万円（税抜き）であると報じた。
2024年1月17日、東京地検特捜部は木村を買収とネット広告を配信したとする公選法違反罪で在宅起訴した。木村の選挙運動スタッフ1人も略式起訴した。また、柿沢についても買収などの罪で起訴した。現金を受け取った区議や元区議計6人のうち、区議の西垣誠、米沢和裕、星野博、元区議で柿沢と木村の後援会事務総長の板津道也の計4人を被買収罪でそれぞれ在宅起訴した。2月1日、柿沢は議員辞職した。
柿沢について検察側は、選挙運動の計画立案などをしており、連座制が適用される「組織的選挙運動管理者」に当たると判断。迅速に進める「百日裁判」で審理され、3月14日に東京地裁から懲役2年、執行猶予5年の判決が言い渡された。
3月18日に木村の初公判が東京地裁で開かれ、木村は「間違いありません」と起訴内容を認めた。 被告人質問で木村は「悔やんでも悔やみきれない。区民の皆さまにこの場を借りて心からおわび申し上げる」と涙を交えて謝罪。広告配信については「選挙に精通している柿沢被告から勧められ、違法だとは思わなかった」と述べた。
柿沢の有罪判決が確定したことを受け、4月8日、東京高検は木村に連座制を適用し、同区長選への立候補を5年間禁止するよう求める行政訴訟を東京高裁に起こした。5月22日、東京高裁は連座制の適用を認め、同区長選への立候補を5年間禁じた。
6月14日、東京地裁（鎌倉正和裁判長）は木村に懲役1年6カ月、執行猶予5年を言い渡した。有料ネット広告の掲載について鎌倉裁判長は「適法性を検討すべきだったにもかかわらず、共犯者（柿沢）を安易に信頼したのは軽率」と指摘した。同日付でこの判決が確定した。弁護側は判決言い渡し直後に上訴権を放棄しており、検察側も同様の手続きを取ったとみられる。
7月10日、区は木村に対し在職中に支払った給与全額約1000万円の返還を請求すると発表した。また、木村が有料広告を巡って区議会で虚偽答弁をした疑いがあるとして、支給を差し止めていた退職金約460万円を不支給とした。木村は当初、返還に応じる意向を示したが、その後、一転して、全額を返還する法的義務はないと主張した。
2025年3月28日、区は、木村に対して支給された約1000万円の給料返還を求め、東京地裁に提訴することを決めた。また同日、区議会は関連議案を全会一致で可決した。

## 所属団体・議員連盟
- 日本の尊厳と国益を護る会[110]

## 選挙歴
| 当落 | 選挙                   | 執行日         | 選挙区             | 政党       | 得票数    | 得票率 | 定数 | 得票順位 /候補者数 | 政党内比例順位 /政党当選者数 |
| ---- | ---------------------- | -------------- | ------------------ | ---------- | --------- | ------ | ---- | ------------------ | ---------------------------- |
| 当   | 第47回衆議院議員総選挙 | 2014年12月14日 | 比例北関東ブロック | 自由民主党 |           |        | 20   | /                  | 8/8                          |
| 比当 | 第48回衆議院議員総選挙 | 2017年10月22日 | 京都府第3区        | 自由民主党 | 5万6534票 | 34.36% | 1    | 2/5                | 4/9                          |
| 落   | 第49回衆議院議員総選挙 | 2021年10月31日 | 京都府第3区        | 自由民主党 | 6万1674票 | 33.30% | 1    | 2/3                | 10/8                         |
| 当   | 2023年江東区長選挙     | 2023年4月23日  |                    | 無所属     | 7万5906票 | 38.46% | 1    | 1/4                | /                            |